# Institut für Philosophie der Akademie der Wissenschaften der Tschechischen Republik
Das Institut für Philosophie der Akademie der Wissenschaften der Tschechischen Republik ist der Akademie der Wissenschaften der Tschechischen Republik angegliedert. Es entstand 1990 durch Neugründung des 1970 aufgelösten Instituts für Philosophie der Tschechoslowakischen Akademie der Wissenschaften. Die wissenschaftliche Tätigkeit des Instituts ist auf langfristige philosophische Forschungsprojekte ausgerichtet. Dabei handelt es sich um Aufgaben, deren Notwendigkeit sich aus neuen Erkenntnissen der Philosophie und der Entwicklung der tschechischen Kultur ergibt. Neben der Philosophie werden auch verwandte Disziplinen in die Projekte mit einbezogen. Dazu gehören unter anderem Wissenschaftstheorie, Logik, Kommunikologie. Einen Bestandteil der Arbeit bilden auch Übersetzungen und die Vorbereitung von Editionen klassischer Texte.
Direktor des Instituts ist Pavel Baran.